# Mastrils
Mastrils es una localidad y antigua comuna suiza del cantón de los Grisones, situada en situada en la región de Landquart.
Desde el 1 de enero de 2012 hace parte de la comuna de Landquart, tras su fusión con la comuna de Igis.

## Geografía
La localidad se encuentra situada en la región del Rheintal (Valle del Rin) en Suiza Oriental. La antigua comuna limitaba al norte con la comuna de Bad Ragaz (SG), al este con Maienfeld, Igis y Zizers, al sur con Untervaz, y al oeste con Pfäfers (SG).

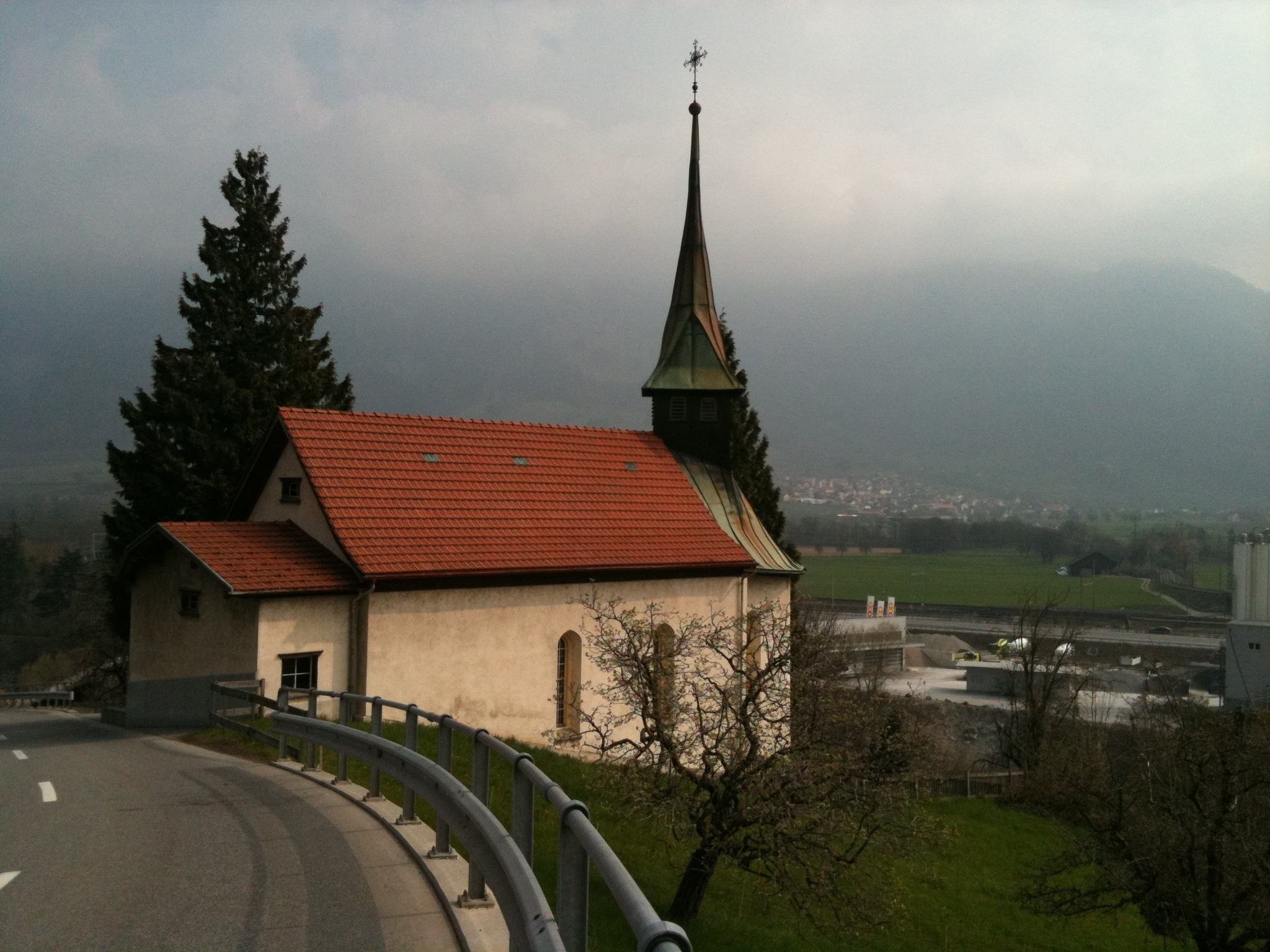
Iglesia protestante de Mastrils.